# دوري كرة القدم النرويجي الدرجة الأولى 2014
دوري كرة القدم النرويجي الدرجة الأولى 2014 (بالنرويجية: 1. divisjon fotball for kvinner 2014)‏ هو موسم من دوري كرة القدم النرويجي الدرجة الأولى ‏. فاز فيه IL Sandviken ‏.